# Антон Овсяник

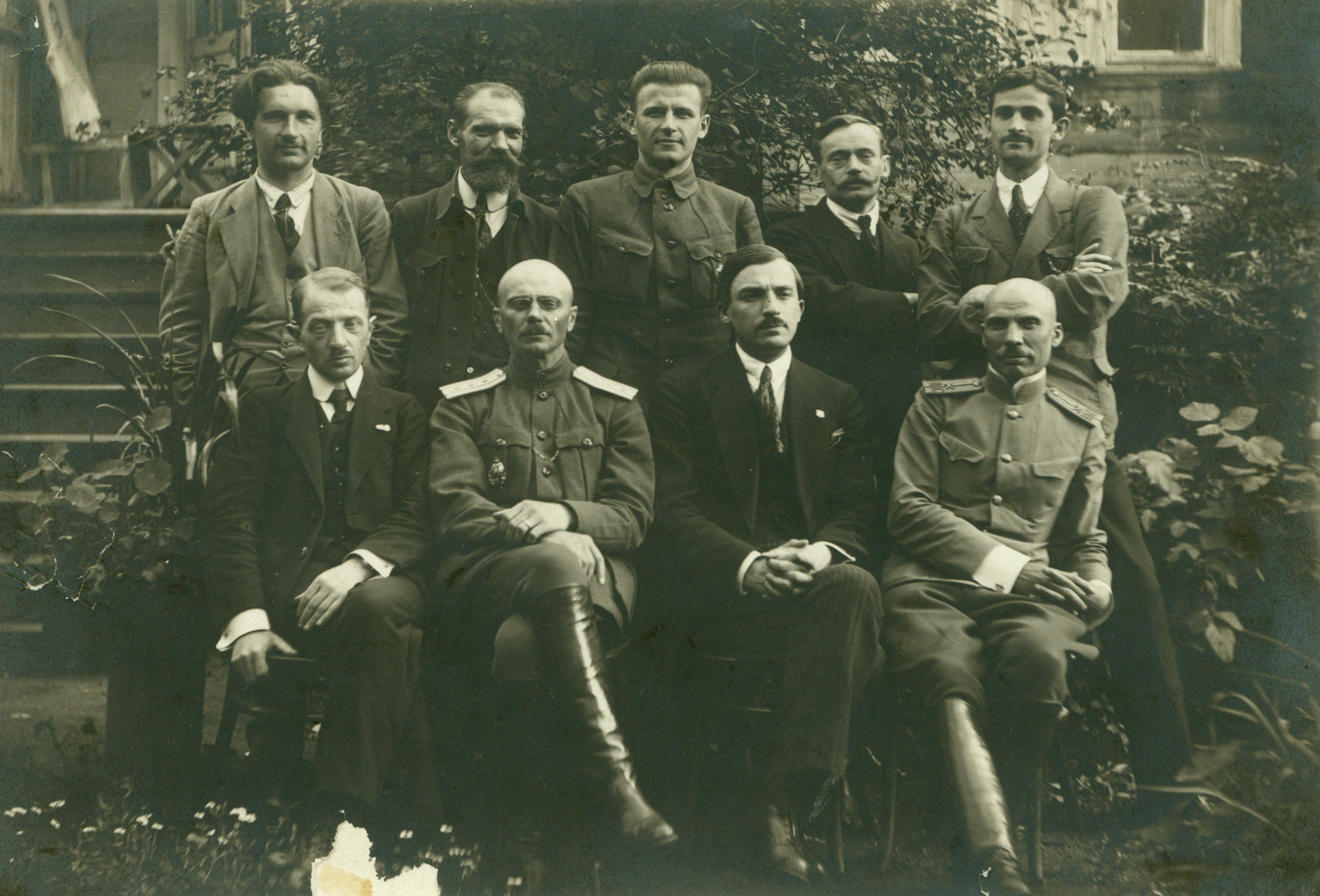
Народний Секретаріат Білоруської Народної Республіки; Антоні Овсяник стоїть, другий праворуч

Антон (Антоній) Авсяник (13 червня 1888, с. Ковила Вілейського повіту Мінської губернії (нині с. Жовтневе) - імовірно 1933)  — польський та білоруський лівий політик, державний діяч Білоруської народної республіки (БНР). Випускник Харківського технологічного інституту. 

## Біографія
Походив із селянської родини, навчався в місцевих школах. Закінчив технологічний інститут в Харкові, пізніше навчався на кораблебудівному факультеті Петербурзького політехнічного інституту (за деякими даними, закінчив його). Отримав диплом інженера. Перебуваючи в Петербурзі, вступив у Білоруську соціалістичну громаду і почав діяльність у білоруському національному русі. Кілька років працював у Бобруйську, де заснував білоруські громадські та політичні організації. Брав участь у відборі делегатів на Перший Всебілоруський конгрес, за деякими джерелами, був також його учасником у грудні 1917 року. 
У 1918-1919 роках входив до складу Ради БНР, Президії Ради БНР, Народного секретаріат Білорусі; був також одним з ініціаторів створення білоруських військових загонів у складі Війська Польського. У 1919-1920 роках був спочатку членом, а пізніше віце-головою тимчасової президії Білоруської військової Комісії. У 1920 році став уповноваженим представником БНР у Литовській республіці, а потім представником білоруської національної меншини у Польській Республіці (II Речі Посполитій). З 1922 року був послом на Сеймі Польської республіки II каденції. У 1930-і роки поїхав до БРСР, був заарештований і, ймовірно, убитий за наказом окупаційної російської влади, хоча достеменно його доля невідома. 